# Salomon
Salomon ist ein männlicher Vorname und Familienname.

## Herkunft und Bedeutung
- König Salomo, gräzisiert Salomon und im Englischen Solomon, hebräisch שְׁלֹמֹה Šəlomoh, ein in der Bibel zentraler Herrscher – im 10. Jahrhundert v. Chr. – des vereinigten Königreichs Israel.

(Der Name Salomon geht als Variante auf Σαλωμων Salōmōn, die griechische bzw. den hebräischen Namens שְׁלֹמֹה šəlōmōh, zurück.)

## Verbreitung
Der Name Salomon wird in Deutschland nur selten vergeben.
In den „Richtlinien über die Führung von Vornamen“, aus denen zur Zeit des Dritten Reiches jüdische Bürger gemäß § 1 der „Zweiten Verordnung zur Durchführung des Gesetzes über die Änderung von Familiennamen und Vornamen“ vom 17. August 1938 die Vornamen wählen mussten, war Salomon als jüdischer Name aufgeführt.

## Namensträger

### Vorname
- Salomo(n), König von Israel und Juda, Sohn Davids
- Salomon (Jerusalem) († um 863), griechischer Patriarch von Jerusalem
- Herzog Salomon der Bretagne (857–874)
- Salomon de Caus (1576–1626), französischer Physiker und Ingenieur
- Salomon Deyling (1677–1755), deutscher lutherischer Theologe
- Salomon Franck (1659–1725), deutscher Dichter
- Salomon Gesner (1559–1605), deutscher Theologe
- Salomon Gessner (1730–1788), Schweizer Dichter, Maler und Grafiker
- Salomon Grumbach (1884–1952), elsässischer Politiker und Journalist (SPD, SFIO)
- Salomon Heine (1767–1844), deutscher Kaufmann und Bankier
- Salomon Jadassohn (1831–1902), deutscher Komponist, Pianist, Musiktheoretiker und Musikpädagoge
- Salomon Kalou (* 1985), ivorischer Fußballspieler
- Salomon Kleiner (1700–1761), deutscher Architekturzeichner und -stecher
- Salomon Korn (* 1943), deutscher jüdischer Funktionär
- Salomon Maimon (1753?–1800), Philosoph und Aufklärer
- Salomon Müller (1804–1863), deutscher Naturforscher und Zoologe
- Salomon Perel, eigentlicher Name von Sally Perel (1925–2023), israelischer Autor
- Salomon Rothschild (1774–1855), österreichischer Unternehmer und Bankier
- Salomon Schönberg (1879–1958), Schweizer Gerichtsmediziner und Politiker
- Salomon Schweigger (1551–1622), deutscher Prediger und Orientreisender
- Salomon B. Slijper (1884–1971), niederländischer Immobilienmakler und Kunstsammler
- Salomon Sulzer (1804–1890), österreichischer Kantor und Musiker
- König Salomon (Ungarn) (1053–1087)
- Salomon Wininger (1877–1968), österreichisch-israelischer Lexikograph

### Adelsgeschlecht
- Salomon (Adelsgeschlecht), lothringisches Adelsgeschlecht

### A
- Adolf Salomon (1893–nach 1969), deutscher Kinderarzt
- Albert Salomon (Mediziner) (1883–1976), deutscher Chirurg
- Albert Salomon (Soziologe) (1891–1966), deutscher Soziologe
- Alexander Salomon (* 1986), deutscher Politiker
- Alfred Salomon (1901–1993), österreichischer Schauspieler, Regisseur und Drehbuchautor, siehe Alfred Solm
- Alfred Salomon (Pfarrer) (1910–2006), deutscher Pfarrer und Autor
- Alfred Salomon (NS-Opfer) (1919–2013), deutscher Radsportler, Radsportfunktionär und Auschwitz-Überlebender
- Alice Salomon (1872–1948), deutsche Sozialreformerin
- Almuth Salomon (1932–2018), deutsche Historikerin
- Amilcar Salomón Zorilla (* 1925), peruanischer Maler
- Amnon Salomon (1940–2011), israelischer Kameramann

### B
- Bernhard Salomon (Ingenieur) (1855–1942), deutscher Ingenieur und Wirtschaftsmanager
- Bernhard Salomon (Verleger) (* 1962), österreichischer Journalist, Autor und Verleger
- Bruno von Salomon (1900–1952), deutscher Journalist und politischer Aktivist

### C
- Carl Salomon (Botaniker) (1829–1899), deutscher Botaniker
- Carl Salomon (Mediziner) (1881–nach 1942), deutscher Chirurg und Militärarzt
- Carl J. Salomon, deutscher Ingenieur und Erfinder
- Cassian von Salomon (* 1956), deutscher Filmproduzent und Journalist
- Charlotte Salomon (1917–1943), deutsche Malerin
- Christophe Salomon (* 1953), französischer Physiker

### D
- David Salomon (1866–1943), deutscher Antiquar
- David Salomon (Radsportler) (* 1980), mexikanischer Radrennfahrer
- Dieter Salomon (* 1960), deutscher Politiker (Bündnis 90/Die Grünen), Oberbürgermeister von Freiburg im Breisgau
- Dirk Salomon (* 1957), deutscher Schauspieler und Drehbuchautor
- Dominic Salomon (* 1992), deutscher Volleyballspieler
- Donya Salomon-Ali (* 1993), haitianische Fußballspielerin
- Doris Salomon (1905–1961), deutsches Model, Werbetexterin, Journalistin und Fotografin, siehe Doris von Schönthan

### E
- Edward Salomon (Politiker) (1828–1909), US-amerikanischer Politiker
- Edward S. Salomon (1836–1913), US-amerikanischer Politiker
- Elias Salomon (1814–1885), deutscher Mediziner
- Emanuel Salomon von Friedberg (1829–1908), österreichischer Feldmarschalleutnant, Maler und Schriftsteller
- Erich Salomon (1886–1944), deutscher Bildjournalist
- Ernst Salomon (Kaufmann) (1860–??), deutscher Kaufmann
- Ernst von Salomon (1902–1972), deutscher Schriftsteller
- Ernst Pfeffer von Salomon (1856–1923), deutscher Landrat
- Eugen Salomon (1888–1942), deutscher Sportfunktionär

### F
- François-Henri Salomon de Virelade (1620–1670), französischer Jurist, Oberregierungspräsident und mittellateinischer Autor
- Franz Pfeffer von Salomon (1888–1968), deutscher Offizier und Politiker
- Franz-Viktor Salomon (* 1943), deutscher Veterinärmediziner, Anatom und Hochschullehrer
- Felix Salomon (1866–1928), deutscher Historiker
- Ferdinand Salomon, österreichischer Orgelbauer
- Friedrich von Salomon (1790–1861), deutscher Jurist
- Friedrich Salomon (auch Fritz Salomon; 1890–1946), deutscher Bibliothekar und Archivar
- Fritz Salomon (1905–1971), österreichischer Winzer. siehe Weingut Salomon Undhof

### G
- Gavriel Salomon (1938–2016), israelischer Erziehungswissenschaftler
- Georges Salomon (1925–2010), französischer Unternehmer und Erfinder
- Gottfried Salomon (später Gottfried Salomon-Delatour; 1892–1964), deutsch-amerikanischer Soziologe und Nationalökonom
- Gotthold Salomon (1784–1862), deutscher Rabbiner, Prediger, Politiker und Bibelübersetzer

### H
- Hans Salomon (1933–2020), österreichischer Jazzmusiker
- Hans Salomon-Schneider (* 1952), deutscher Maler und Grafiker
- Harald Salomon (1900–1990), norwegischer Medailleur
- Harry Hermann Salomon (1860–1936), britischer Maler
- Haym Salomon (1740–1785), US-amerikanischer Patriot
- Hedwig Salomon (1900–1942), deutsche Pianistin und Korrepetitorin
- Heinrich Salomon (1825–1903), deutscher Opernsänger (Bass)
- Heinz Salomon (1900–1969), deutscher Politiker (SPD)
- Helene Salomon-Watson (* 1971), französische Triathletin
- Hermann Salomon (Mediziner) (1888–1970), deutscher Mediziner und Kommunalpolitiker (SPD)
- Hermann Salomon (Leichtathlet) (1938–2020), deutscher Leichtathlet und Hochschullehrer
- Horst Salomon (1929–1972), deutscher Schriftsteller

### J
- Jacques Salomon (1885–1985), französischer Maler
- Jean-Baptiste Salomon (1713–1767), französischer Geigenbauer
- Jean-Jacques Salomon (1929–2008), französischer Philosoph und Schriftsteller
- Johan Salomon (* 1997), norwegischer Schachspieler
- Joel Moses Salomon (1838–1912), israelischer Journalist und Stadtgründer
- Johann Salomon (Chorleiter) (* 1945), österreichischer Musiker und Chorleiter
- Johann Peter Salomon (1745–1815), deutscher Musiker
- Joseph Salomon (Johann Michael Joseph Salomon; 1793–1856), deutscher Mathematiker und Hochschullehrer
- Jules Salomon (1873–1963), französischer Automobilkonstrukteur und Industrieller
- Julius Salomon (1916–?), deutscher Politiker (SPD), MdNN
- Junior Salomon (* 1986), beninischer Fußballspieler

### K
- Karl Salomon (1896–1977), deutscher Politiker (SED)
- Karl Salomon (1897–1974), deutsch-israelischer Komponist, siehe Karel Salmon
- Kim Salomon (* 1948), aus Dänemark stammender Historiker und Hochschullehrer in Schweden
- Klaus-Dieter Salomon (1931–2013), deutscher Politiker (CDU)
- Kurt Salomon, deutscher Fußballspieler

### L
- Lennart A. Salomon (* 1978), deutscher Musiker, Singer/Songwriter, Komponist und Produzent
- Leon E. Salomon (1936–2023), pensionierter US-General
- Lina Salomon, Geburtsname von Lina Salten (1890–1943), deutsche Schauspielerin
- Louis Salomon (1872–1955), deutscher Kaufmann
- Ludwig Salomon (Journalist) (1844–1911), deutscher Journalist, Schriftsteller und Literaturhistoriker
- Ludwig Salomon (Politiker) (1875–1953), deutscher Politiker (SPD)
- Lysius Salomon (1815–1888), haitianischer Politiker und Präsident von Haiti

### M
- Martial Salomon (* 1977), französischer Filmeditor
- Martina Salomon (* 1960), österreichische Journalistin
- Max Salomon (Mediziner) (1837–1912), deutscher Mediziner
- Max Salomon (Karnevalist) (1886–1977), deutsch-amerikanischer Karnevalist
- Max Salomon (Politiker), deutscher Politiker (LDP), MdL Sachsen
- Max Salomon (Fußballspieler) (1906–1942), deutscher Fußballspieler
- Michael Salomon (Maler) (* 1952), russisch-deutscher Maler, Grafiker und Bühnenbildner
- Michael Salomon (Regisseur), US-amerikanischer Video- und Filmregisseur
- Michael Schmidt-Salomon (* 1967), deutscher Philosoph und Publizist
- Mikael Salomon (* 1945), dänisch-US-amerikanischer Filmemacher

### N
- Nathan Salomon (1762–1820), deutscher Rabbiner

### O
- Otto Salomon (1889–1971), deutscher Verleger und Schriftsteller

### P
- Patrick Salomon (* 1988), österreichischer Fußballspieler
- Paul Salomon (1865–1941), deutscher Bankier
- Paula Salomon-Lindberg (1897–2000), deutsche Sängerin
- Peter Salomon (* 1947), deutscher Schriftsteller und Herausgeber
- Pierre Salomon (1902–1983), französischer Romanist und Literaturwissenschaftler

### R
- Richard Salomon (1884–1966), deutscher Historiker und Diplomatiker
- Rick Salomon (* 1968), US-amerikanischer Pokerspieler und Schauspieler
- Rudolf Salomon (Mediziner) (1892–nach 1942), deutscher Gynäkologe; 1935 Emigration in die USA
- Rudolf Julius Salomon (1779–1851), deutscher Kaufmann und Politiker
- Rudolph Salomon (1858–1914), deutscher Kommunalpolitiker und Bürgermeister, Mitglied des Provinziallandtages der Provinz Hessen-Nassau

### S
- Salomon Jacob Salomon (Bankier) (1735–1788), deutscher Bankier und Juwelier
- Salomon Jacob Salomon (Mediziner) (1801–1862), deutscher Mediziner
- Siegfried Saloman (1816–1899), eigentlich Siegfried Salomon, dänischer Violinist und Komponist
- Siegfried Salomon (1885–1962), dänischer Violinist und Komponist
- Silke Salomon (* 1965), deutsche Politikerin (CDU), MdBB
- Soloman Salomon (1869–1937), US-amerikanischer Maler russischer Herkunft

### T
- Theodor Salomon (1880–nach 1950), österreichischer Ingenieur
- Thomas Salomon (Politiker) (* 1952), deutscher Politiker (NPD)
- Thomas von Salomon (* 1958), deutscher Fotograf und Galerist

### W
- Walter Salomon (1878–1912), deutscher Maler
- Wenzel Salomon (1874–1953), deutsch-böhmischer Kunstmaler
- Werner Salomon (1926–2014), deutscher Politiker (SPD)
- Wilhelm Salomon-Calvi (1868–1941), deutscher Geologe
- William R. Salomon (1914–2014), US-amerikanischer Bankier
- Willy Salomon (1891–1958), deutscher Pianist, Komponist und Musikpädagoge
- Wolfgang Salomon (* 1951), deutscher Musiker und Tonkünstler